# Paris Gibson
Paris Gibson (Brownfield, 1830. július 1. – Great Falls, 1920. december 16.) amerikai vállalkozó és politikus. 1851-ben végzett a Bowdoin College-on. 1901 és 1905 között az Amerikai Egyesült Államok Montana államának szenátora, majd az Egyesült Államok szenátusának demokrata képviselője volt.